# Tampanga (Zitenga)
Pour les articles homonymes, voir Tampanga.
Tampanga est une localité située dans le département de Zitenga de la province de l'Oubritenga dans la région Plateau-Central au Burkina Faso.

## Géographie
Tampanga se trouve à 15 km à l'est de Zitenga, le chef-lieu du département, à environ 25 km au nord de Ziniaré. La localité est traversée par la route nationale 3.

## Économie
L'économie du village repose essentiellement sur l'agriculture et l'élevage, favorisés par la présence sur son territoire d'un barrage en remblai permettant l'irrigation.

## Santé et éducation
Le centre de soins le plus proche de Tampanga est le centre de santé et de promotion sociale (CSPS) de Zitenga. Le centre médical avec antenne chirurgicale (CMA) de la province se trouve à Ziniaré.